# Folquet de Lunel
Folquet de Lunel, (c. 1244 - c. 1300), troubadour, est né à Lunel, dans l'Hérault. 

## Œuvres
Il est l'auteur d'un poème satirique et moral, le Romans de Mondana Vida. Ce poème est dédié à son protecteur, le Comte Henri II de Rodez. Il a également écrit un sirvente qui fait l'éloge du roi Alphonse X de Castille, le Sage, dont il fréquenta la Cour.
- Ses œuvres sur le Corpus des troubadours